# El somni de la Gabrielle
El somni de la Gabrielle (títol original en francès: Mal de Pierres) és una pel·lícula francesa del 2016 dirigida per Nicole Garcia i protagonitzada per Marion Cotillard, Louis Garrel i Àlex Brendemül. Amb guió de Nicole Garcia i Jacques Fieschi, és una adaptació de la novel·la Mal di Pietre (en català Mal de pedres) de la novel·lista italiana Milena Agus
El film va competir a la selecció oficial del Festival de Canes 2016 i va rebre 8 nominacions als Cèsar del mateix any. Guanyadora del premi del jurat a la millor pel·lícula del BCN Film Fest 2017. S'ha doblat i subtitulat al català.

## Argument
Gabrielle (Marion Cotillard), d'esperit lliure i apasionada, viu en un petit poble de la Provença francesa i somia trobar l'amor autèntic. Els seus pares l'obliguen a casar-se amb en José (Àlex Brendemühl), un jornaler qui els semblarà prou responsable, per fer d'ella una dona respectable. Però la Gabrielle és infeliç. Després de diagnosticar-li un mal de pedres, que l'interrompen els embarassos, és internada en un balneari suís. Allà coincideix amb André (Louis Garrel), un tinent que va ser ferit a Indoxina, qui li farà renéixer el desig d'estimar i ser estimada.

## Repartiment
- Marion Cotillard: Gabrielle
- Louis Garrel: André Sauvage

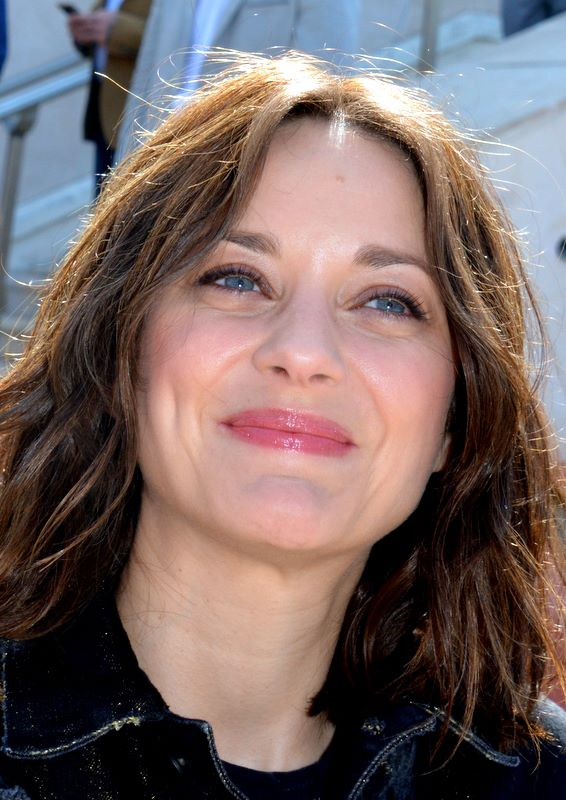
Marion Cotillard al Festival de Canes 2016.

- Àlex Brendemühl: José, el marit de la Gabrielle
- Brigitte Roüan: Adèle, mare de la Gabrielle
- Victor Quilichini : Marc amb 14 anys, el fill de la Gabrielle
- Ange Black-Bereyziat : Marc amb 7 anys
- Victoire Du Bois: Jeannine
- Aloïse Sauvage: Agostine
- Daniel Para: Martin
- Jihwan Kim : Blaise
- Sören Rochefort : Georget
- Inès Grünenwald : secretària
- Anne Crestey : infermera
- Camilo Acosta Mendoza : Camilo
- Francisco Alfonsin : Paco

## Al voltant de la pel·lícula
La pel·lícula es basa en la segona novel·la Milena Agus, que forma part de la nova onada literària sarda. L'adaptació cinematogràfica, escrita per la mateixa directora Nicole Garcia i l'escriptor i guionista Jacques Fieschi, es limita temporalment a la dècada dels anys 1950, quan Gabrielle, la protagonista es casa i té un fill aspirant a pianista. D'altra banda, l'acció es trasllada de l'illa de Sardenya del relat original a la Provença francesa
El llargmetratge es va estrenar als cinemes el 9 de juny de 2017, compta amb la participació de l'actor Àlex Brendemühl (Barcelona, 1972) qui interpreta el paper de José, el marit de la Gabrielle. Es tracta d'un personatge sobri, un refugiat que ha hagut de fugir de la Guerra Civil, i començar de zero a França. Un home sense gaire sofisticació però amb una intuïció i intel·ligència innata.
El personatge de Gabrielle, interpretat per Cotillard, és un reflex dels clàssics femenins que lluitaven contra una societat que no els deixava viure lliurement les seves passions.
Amb un pressupost estimat de 10,3 milions d'euros, la recaptació global de la pel·lícula va ser de 6,5 milions de dòlars.

## Crítica
Segons el portal de cinema Allociné Mal de Pierres obté una puntuació de 3,5 /5 segons les crítiques de la premsa i un 3,6/5 en la valoració dels espectadors.
En l'anàlisi que fa Pere Vall a Fotogramas en destaca el centre d'acció en el poderós personatge femení i el millor de la pel·lícula en la interpretació de Cotillard, amb la complicitat de Brendemühl.
Esteve Plantada, en el setmanari El Temps destaca el paper de Cotillard que aconsegueix dotar de credibilitat i d'humanitat el personatge, per molt que assumís el risc de ser esquiu, perillós o desagraït. Esplèndida en la manera de mostrar-se, l'actriu és qui redreça el rumb d'una adaptació sovint massa volàtil. Brendemühl, forçosament pla, mesurat, distant i creïble, actúa de contrapunt.
Segons l'opinió de Toni Vall a l'Ara, Nicole Garcia aconsegueix una obra delicada i intensa, narrada amb pausa i amb el temps idoni, modula molt bé en la seva primera part el crescendo emocional de la trama (...) I compta amb una presència d'altura en la seva protagonista, la gran Marion Cotillard, capaç d'injectar ella sola dignitat i valor afegit.

## Nominacions i Premis
- Festival de Canes 2016, selecció oficial en competició.
- Premis Lumières 2017, nominació per:
  - premi Lumières a la millor actriu per Marion Cotillard
  - premi Lumières a la millor fotografia per Christophe Beaucarne.
- Premis César 2017, nominació per:
  - César a la millor pel·lícula
  - César al millor director
  - César a la millor adaptació
  - César a la millor actriu per Marion Cotillard
  - César al millor so per Jean-Pierre Duret, Syvlain Malbrant i Jean-Pierre Laforce
  - César al millor muntatge per Simon Jacquet
  - César al millor vestuari per Catherine Leterrier
  - César a la millor fotografia per Christophe Beaucarne
- BCN Film Fest 2017
  - Premi del Jurat a la millor pel·lícula